# Patricia Reyes Spíndola
Patricia Verónica Núñez Reyes Spíndola (Oaxaca, Oaxaca, Meksiko, 11. srpnja 1953.) meksička je glumica, redateljica i producentica.  
Ima školu glume koju vodi zajedno sa svojom sestrom Martom.

## Karijera
Patricia je glumila u mnogim filmovima i telenovelama. U filmu Frida glumi Matilde, majku slikarice Fride Kahlo.
Hrvatskoj je publici najpoznatija kao Maria Lola u Ukletoj Mariani - poremećena, ali simpatična žena, majka nestabilne Chachi (Adriana Fonseca).
Glumila je i u ovim serijama:
- Rafaela - Caridad Martínez
- Ružna ljepotica - Tomasita
- Maćeha - Venturina García